# إيساتين
الإيساتين (بالإنجليزية: Isatin)‏، مركب عضوي مشتق من الإندول وصيغته الجريئة: C8H5NO2. حصل أوتو ليني إردمان على المركب لأول مرة وأوغست لوران, في عام 1840 كمنتج من أكسدة صبغة النيلة بحمض النيتريك وأحماض الكروم.
الإيساتين، منتج طبيعي معروف يمكن العثور عليه في بعض أجناس نباتاتوكذلك يتواجد لدى البشر، كمشتق استقلابي للأدرينالين.